# Флаг Буркина-Фасо
Государственный флаг Буркина-Фасо согласно статье 34 конституции страны является одним из символов государства и представляет собой трёхцветный флаг в форме горизонтального прямоугольника, с красной полосой над зелёной, в его центре — жёлто-золотая пятиконечная звезда.
Условная линия, соединяющая вершину верхнего луча звезды с точкой в её центре, перпендикулярна линии соединения двух полос флага. Верхний луч звезды и два верхних боковых луча расположены на красной полосе флага, а два нижних луча — на зелëной полосе. Диаметр условной окружности, соединяющей вершины пяти лучей звезды приблизительно равен трети ширины флага.
Красный цвет символизирует кровь, пролитую вчера, сегодня и завтра мучениками революции, чтобы обеспечить победу; он представляет все жертвы буркинийского народа.
Зелёный символизирует сельскохозяйственное богатство народа, достаток, который радует людей.
Жёлто-золотая звезда символизирует идеологическое руководство народно-демократической революцией в её сияющем развитии.
Кроме того, зелёный, жёлтый и красный также являются панафриканскими цветами.
Современный флаг принят 4 августа 1984 года, в первую годовщину военного переворота (названного революцией) в августе 1983 года, который возглавил капитан Томас Санкара, переименовавший Верхнюю Вольту в Буркина Фасо и написавший гимн страны. Принятие флага было одним из эпизодов в курсе правительства Санкары на революционный разрыв с колониальным прошлым.

## Исторические флаги
9 декабря 1959 года флагом автономной Республики Верхняя Вольта было утверждено прямоугольное полотнище (с отношением ширины к длине как 2:3), состоявшее из трёх равновеликих горизонтальных полос: верхней — чёрной, средней — белой и нижней — красной, которые символизировали реки Чёрную Вольту, Белую Вольту и Красную Вольту, при слиянии которых образуется река Вольта. Сам флаг сильно похож на флаг Германской империи.